# Marco Kofler
Marco Kofler (Innsbruck, 8 maggio 1989) è un ex calciatore austriaco, di ruolo difensore.

## Carriera
Debutta il 15 maggio 2009 nella vittoria esterna per 2-3 contro il Grödig.

## Palmarès
- Erste Liga: 1

Wacker Innsbruck: 2009-2010